# Sojuz TM-20
La Sojuz TM-20 è stata la 20ª missione diretta verso la stazione spaziale russa Mir.

## Equipaggio
| Ruolo                  | Equipaggio al lancio                               | Equipaggio all'atterraggio                            |
| ---------------------- | -------------------------------------------------- | ----------------------------------------------------- |
| Comandante             | Aleksandr Viktorenko, Roscosmos Mir 17 Quarto volo | Aleksandr Viktorenko, Roscosmos Mir 17 Quarto volo    |
| Ingegnere di volo      | Elena Kondakova, Roscosmos Mir 17 Primo volo       | Elena Kondakova, Roscosmos Mir 17 Primo volo          |
| Cosmonauta Ricercatore | Ulf Merbold, ESA Terzo volo                        | Valerij Poljakov, Roscosmos Mir 15/16/17 Secondo volo |

### Equipaggio di riserva
| Ruolo                  | Equipaggio                | Equipaggio                |
| ---------------------- | ------------------------- | ------------------------- |
| Comandante             | Jurij Gidzenko, Roscosmos | Jurij Gidzenko, Roscosmos |
| Ingegnere di volo      | Sergej Avdeev, Roscosmos  | Sergej Avdeev, Roscosmos  |
| Cosmonauta Ricercatore | Pedro Duque, ESA          | Pedro Duque, ESA          |

## Parametri della missione
- Massa: 7.170 kg
- Perigeo: 200 km
- Apogeo: 249,6 km
- Inclinazione: 51,65°
- Periodo: 1 ora, 28 minuti e 42 secondi